# Fredede fortidsminder i Herlev Kommune
Der er ingen fredede fortidsminder i Herlev Kommune.